# Резолюция 204 на Съвета за сигурност на ООН
Резолюция 204 на Съвета за сигурност на ООН е приета единодушно на 19 май 1965 г. по повод жалбата на Сенегал срещу систематичните нарушения на въздушните и сухопътните му граници, извършени от военновъздушни и сухопътни части на португалската армия, намиращи се Португалска Гвинея.
С писмо от 4 февруари 1965 г., адресирано до председателя на Съвета за сигурност, постоянният представител на Сенегал в ООН уведомява Съвета за сигурност за няколко погранични инцидента, случили се през нощта на 6 срещу 7 януари, на 7 срещу 8 януари и на 10 януари същата година. При първия инцидент изстрели, произведени от територията на Португалска Гвинея, попадат в сенегалското селище Саликение, Префектура Колда, разположено на 1 километър от държавната граница, където раняват няколко граждани. При втория инцидент от нощта на 7 срещу 8 януари няколко едрокалибрени снаряда отново попадат в същото селище, а около 10 гранати, попаднали в имота на сенегалски гражданин, унищожават 6 жилищни постройки и 6 хамбара, без да причинят човешки жертви. През нощта 10 януари 37 португалски войници навлизат на сенегалска територия близо до селището Теманто между Кумбакара и Саликение, но реакцията на сенегалските погранични части предотвратява предполагаема атака над мирното селище Синтио-Елхаджи.
На 24 февруари 1965 г. с писмо, отново адресирано до председателя на Съвета за сигурност, изпълняващият временно длъжността Шарже д'афер на Сенегал уведомява за пореден пограничен инцидент, при който португалски военни от лагера Нгоре унищожават сенеглаксото селце Нгоре-Нгорби, и предава пред съвета протеста на сенегалското правителство срещу систематичните погранични нарушения и провокации от страна на португалските военни, извършвани на територията на суверен Сенегал, чието правителство не възнамерява да остане безучастно, когато португалските власти застрашават селищата, териториалната цялост и въздушното пространство на Сенегал.
С писмо от 7 май 1965 г. постоянният представител на Сенегал внася официалната молба на сенегалското правителство за свикване на заседание на Съвета за сигурност, което да разгледа въпроса с повтарящите се случаи на португалска агресия срещу територията и въздушното пространство на Сенегал. В писмото представителят на Сенегал припомня, че въпреки Резолюция 178 от 24 април 1963 г., която призовава Португалия да вземе всички мерки за предотвратяване на нарушенията върху суверенитета и териториалната цялост на Сенега, тези нарушения зачестяват, прераствайки в изгаряне на села и реколти. Представителят на Сенегал информира, че от приемането на Резолюция 178 неговото правителство е регистрирало тринадесет нарушения на границата, извършени от португалските власти в Португалска Гвинея, някои от които са били приведени до знанието на Съвета. В писмото на сенегалския представител се моли Съветът за сигурност отново да призове Португалия да прекрати териториалните нарушения и насилието и отново се посочва, че Сенгалското правителство не може дълго да остане безучастно, когато неговите погранични селища са обект на постоянна атака, а границите и въздушното му пространство са систематично нарушавани
Първото заседание на Съвета по въпроса с жалбата на Сенегал е свикано на 18 май 1965 г. Въпросът остава основна тема и по време на останалите две заседания на Съвета за сигурност, на някои от които Съветът кани да присъстват без право на глас представители на Сенегал, Португалия и Република Конго (Бразавил). Като взема предвид обвиненията на сенегалската страна, и след като изслушва представителите на страните, поканени да изложат позициите на правителствата си пред Съвета, на 19 май Съветът за сигурност приема Резолюция 204, проектотекстът на която е предложен от Кот д'Ивоар, Йордания и Малайзия. С Резолюция 204 Съветът за сигурност осъжда още веднъж навлизанията на португалски военни сили на територията на Сенегал и, подкрепяйки постановленията на Резолюция 178 (1963), отново призовава правителството на Португалия да предприеме всички необходими мерки, за да не допуска каквито и да било нарушения на сенегалския суверенитет и териториална цялост. Резолюцията още веднъж призовава генералния секретар на организацията да постави ситуацията в Сенегал под наблюдение.